# Église Saint-Lambert de La Gleixhe
 (mars 2025).
Si vous disposez d'ouvrages ou d'articles de référence ou si vous connaissez des sites web de qualité traitant du thème abordé ici, merci de compléter l'article en donnant les références utiles à sa vérifiabilité et en les liant à la section « Notes et références ».
L'église Saint-Lambert de La Gleixhe (ou Gleixhe), est un édifice religieux catholique sis à La Gleixhe, dans la commune de Flémalle, en province de Liège. L'église est de style baroque mosan mélangé à du néoclassique de l'époque Louis XVI

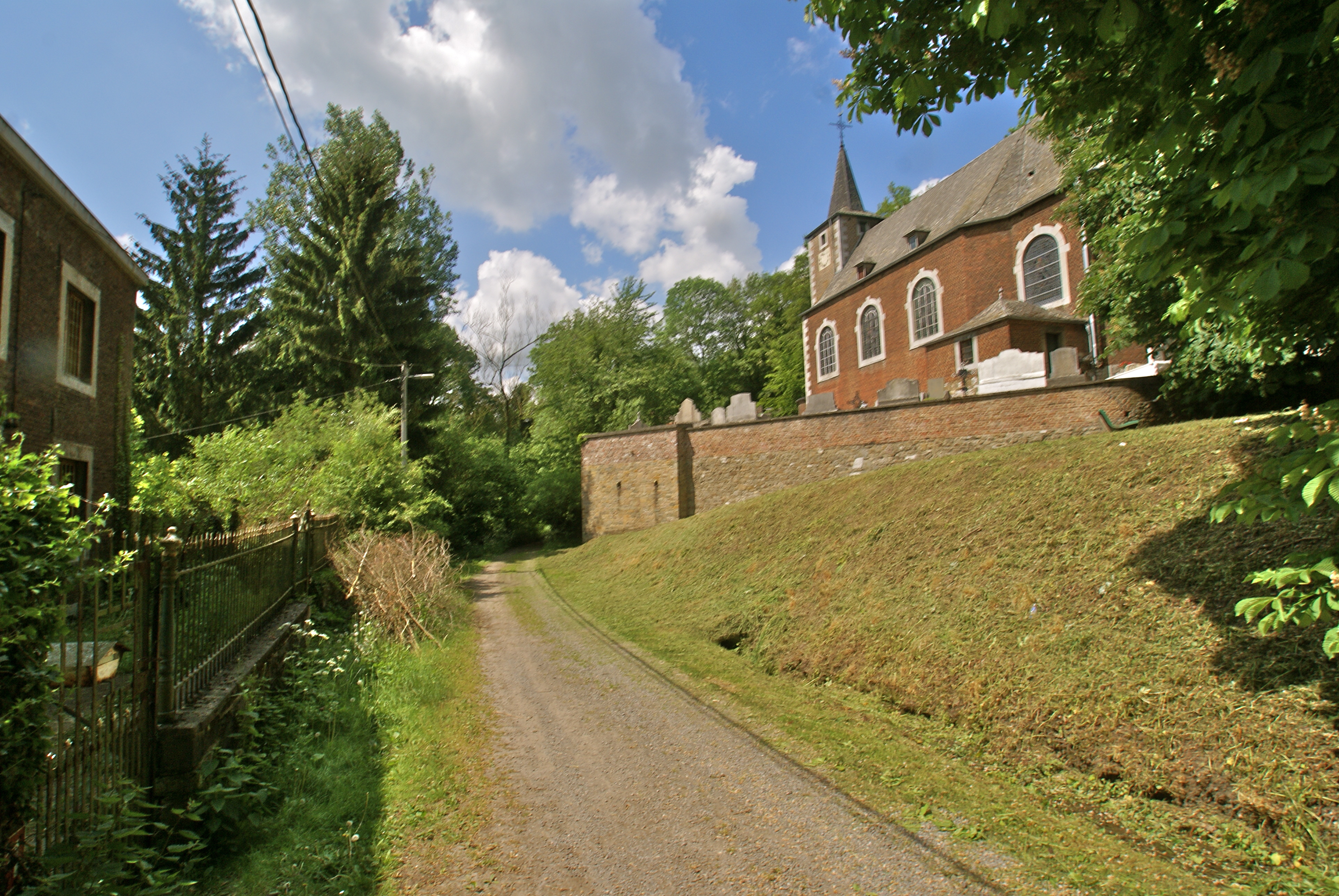
La butte sur laquelle est édifiée l'église.

Son emplacement particulier, sur une butte hors du centre du village, permet à l'édifice d'aborder un décor bucolique au pied du domaine du château de Hautepenne. Les reliques de saint Guy attirent les pèlerins en quête de guérison de maladies nerveuses. Des ex-votos y expriment la reconnaissance de pèlerins.

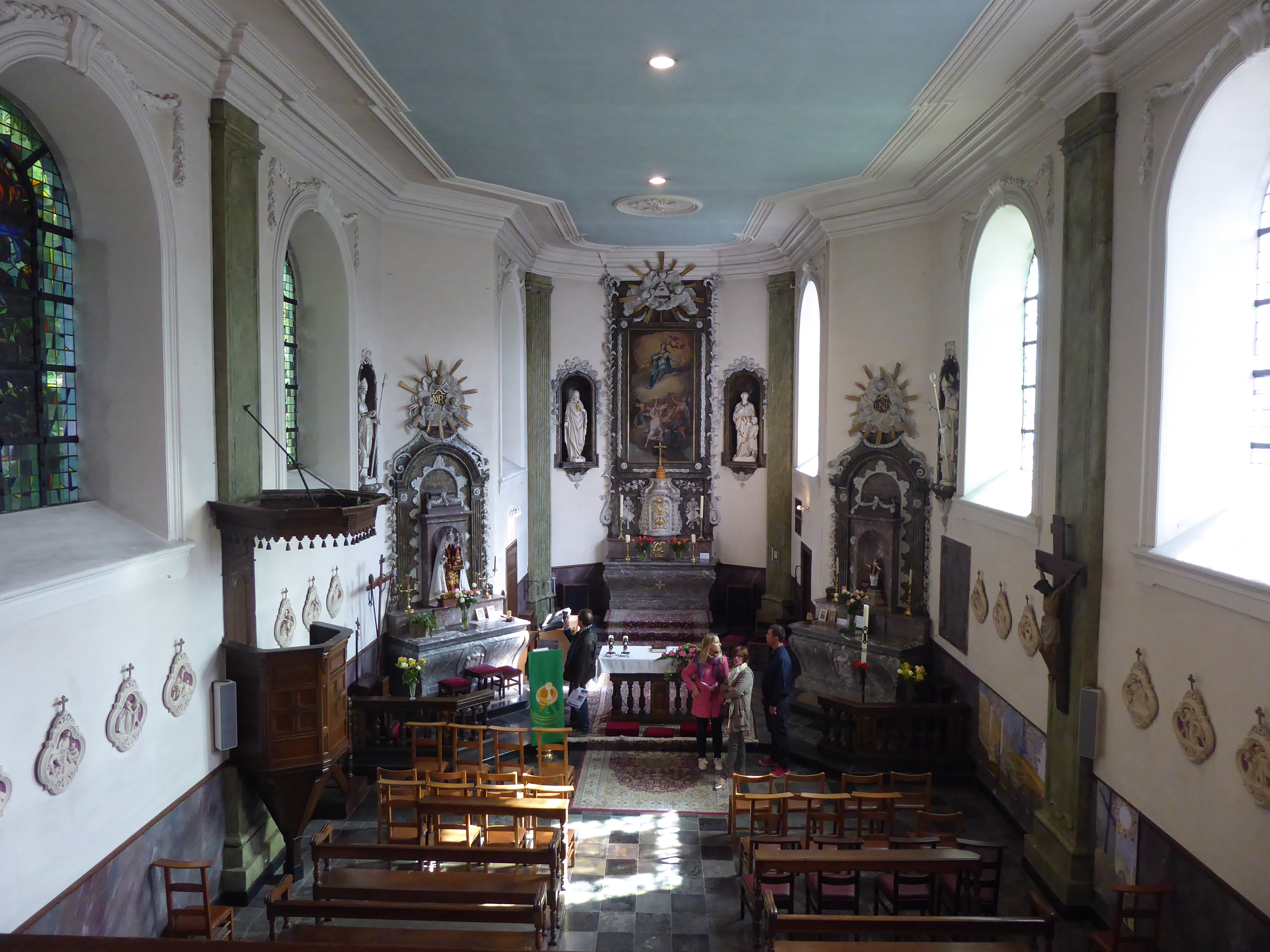
À l'intérieur les styles baroque et néo-classique Louis XVI sont mélangés.